# Stora Abborrtjärnen (Sätila socken, Västergötland, 638316-129588)
Stora Abborrtjärnen är en sjö i Marks kommun i Västergötland och ingår i Rolfsåns huvudavrinningsområde.